# Henryk Babenberg (zm. 1223)
Henryk Babenberg (ur. ok. 1158; zm. 11 września 1223) – książę austriacki z dynastii Babenbergów.
Henryk był synem Henryka Jasomirgotta i bratem Leopolda V. 
Henryk otrzymał od swojego brata dobra Mödling, w których wybudował zamek o tej samej nazwie. W 1179 w Chebie ożenił się z Richenzą (zm. 1182), córką króla czeskiego Władysława II. Jego syn Henryk młodszy także był księciem Mödling.